# Chrysosoma petersi
Chrysosoma petersi är en tvåvingeart som beskrevs av Dyte 1957. Chrysosoma petersi ingår i släktet Chrysosoma och familjen styltflugor.
Artens utbredningsområde är Tanzania. Inga underarter finns listade i Catalogue of Life.